# غلين جونسون (لاعب كرة قدم أمريكية)
غلين جونسون (بالإنجليزية: Glenn Johnson)‏ هو لاعب كرة قدم أمريكية أمريكي، ولد في 28 يونيو 1922 في ميسا في الولايات المتحدة، وتوفي في 13 أكتوبر 2001 في كيركلاند في الولايات المتحدة.